# Rami Bahloul
Pour les articles homonymes, voir Bahloul.
Rami Bahloul (arabe : رامي بهلول), né le 29 juillet 1991, est un haltérophile tunisien.

## Carrière
Rami Bahloul concourt d'abord dans la catégorie des moins de 77 kg. Il est médaillé d'or à l'épaulé-jeté et médaillé d'argent à l'arraché et au total aux championnats d'Afrique 2012 à Nairobi. Il est ensuite triple médaillé d'or aux championnats d'Afrique de 2013 à Casablanca. Aux Jeux africains de 2015 à Brazzaville, il obtient deux médailles d'or à l'arraché et au total et une médaille d'argent à l'épaulé-jeté. Il est médaillé d'or à l'arraché et double médaillé d'argent à l'épaulé-jeté et au total aux championnats d'Afrique 2016 à Yaoundé. Aux championnats d'Afrique 2017 à Vacoas, il est médaillé d'or à l'épaulé-jeté et médaillé d'argent à l'arraché et au total.
Dans la catégorie des moins de 89 kg, il est médaillé d'argent à l'épaulé-jeté aux championnats d'Afrique 2019 au Caire.

## Famille
Il est le frère de Ramzi Bahloul, lui aussi haltérophile.